# Río San Alejo
Le río San Alejo est un cours d'eau du nord-ouest de l'Argentine qui coule sur le territoire de la province de Salta. C'est un affluent du río Santa Rufina.
C'est donc un sous-affluent du rio Paraná par le río Santa Rufina, le río Mojotoro, le río Lavayén, le río San Francisco, le río Bermejo et enfin par le río Paraguay.

## Géographie
Le río San Alejo naît sur les versants nord-ouest du Valle de Lerma, vaste zone déprimée qui court du nord au sud en bordure des plissements élevés des sierras subandines du nord-ouest argentin. La rivière est puissamment alimentée par les importantes précipitations des versants orientaux de la partie méridionale de la Sierra de Chañi, qui constituent l'essentiel de son bassin. Dès sa naissance, le río San Alejo se dirige vers le sud-est. Il finit par se jeter en rive droite dans le río Santa Rufina.
La superficie de son bassin versant est de plus ou moins 50 km2.

## Hydrologie
Le río San Alejo a un régime permanent de type pluvio-nival, avec un débit maximal pendant les mois d'été. 

### Hydrométrie - les débits mensuels à San Alejo
Les débits de la rivière ont été observés sur une période de 11 ans (1945-1955) à la station hydrométrique de San Alejo située dans la province de Salta, à quelque 50 kilomètres au nord de la ville de Salta, et ce pour une superficie étudiée de 50 km2, soit plus ou moins la totalité du bassin versant. 
À San Alejo, le débit annuel moyen ou module observé sur cette période était de 1,87 m3/s .
La lame d'eau écoulée dans le bassin atteint ainsi le chiffre très élevé de 1.182 millimètres par an. Quant au débit spécifique, il se monte à 37,5 litres par seconde et par kilomètre carré.  